# Oorlogssimulatiespel

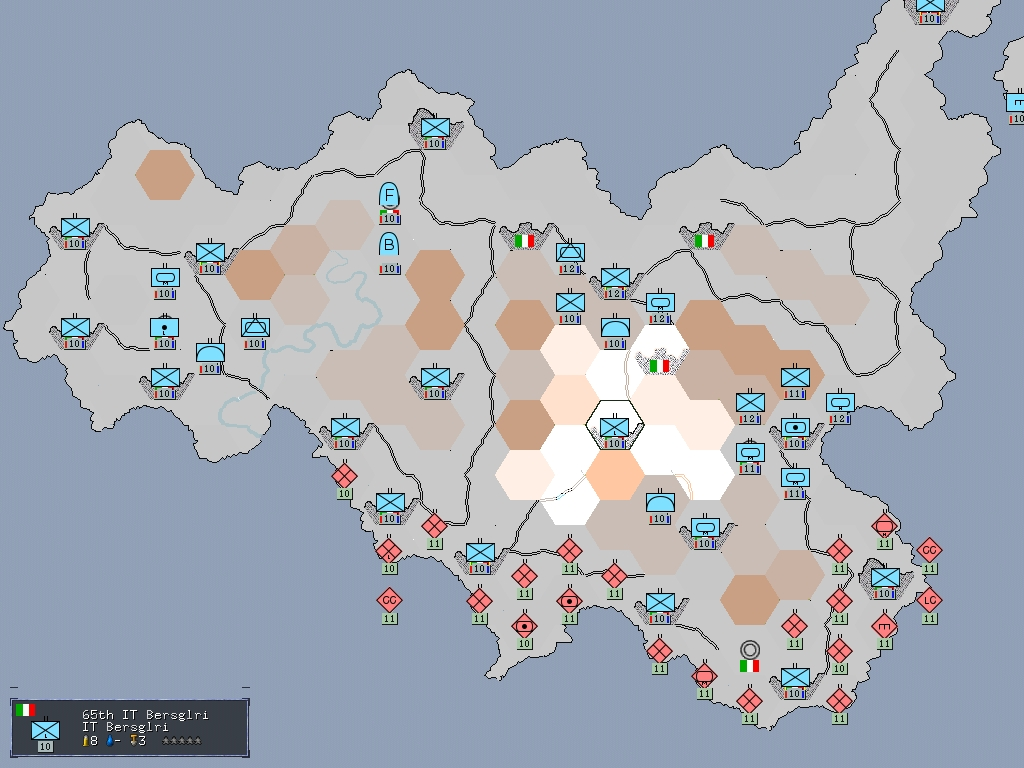
Schermafdruk van het oorlogssimulatiespel LGeneral

Een oorlogssimulatiespel (Engels: wargame) is een computerspelgenre binnen de simulatiespellen, waarin militaire conflicten gesimuleerd worden en waar oorlog het hoofdthema is.
Spelers kiezen tijdens het spel welke strategische stappen worden genomen om de doelen in het spel te behalen, en zo het spel te winnen. Een voorbeeld van deze doelen is wanneer alle vijandelijke troepen zijn verslagen, of wanneer een bepaald gebied is teruggewonnen.
Het eerste commerciële oorlogsspel dat in 1980 verscheen is Computer Bismarck, gebaseerd op het laatste gevecht van het Duitse slagschip de Bismarck. Het eerste simulatiespel dat het genre op grootschalige wijze wist te implementeren is Guadalcanal Campaign uit 1982, dat werd ontworpen door Gary Grigsby. Hij werd in 1997 genoemd als een de belangrijkste grondleggers van oorlogssimulatiespellen voor de pc.

## Voorbeelden
- Computer Bismarck (1980)
- Eastern Front (1981)
- Panzer General (1994)
- Battleground-serie (1995)
- Close Combat (1996)
- Total War-serie (2000)
- Hearts of Iron (2002)
- TacOps (2003)
- Wargame: Red Dragon (2014)